# Pedro Cannavó
Pedro Bernardo Cannavó (ur. 10 kwietnia 1978 w Buenos Aires) – argentyński duchowny katolicki, biskup pomocniczy Buenos Aires od 2024.

## Życiorys
Święcenia kapłańskie przyjął 21 listopada 2009 i został inkardynowany do archidiecezji Buenos Aires. Pracował przede wszystkim jako duszpasterz parafialny, był także kapelanem instytutu wojskowego.
19 czerwca 2024 papież Franciszek mianował go biskupem pomocniczym archidiecezji Buenos Aires oraz biskupem tytularnym Idassa. Sakry udzielił mu 3 sierpnia 2024 arcybiskup Jorge García Cuerva.